# Mylabris mocquerysi
Mylabris mocquerysi es una especie de coleóptero de la familia Meloidae.

## Distribución geográfica
Habita en Gabón.